# Robinsonia flavicorpus
Robinsonia flavicorpus là một loài bướm đêm thuộc phân họ Arctiinae, họ Erebidae.